# Julio Antonio Torti
Julio Antonio Torti (Buenos Aires, 4 de enero de 1924-12 de abril de 2016) fue un militar argentino.

## Biografía

### Origen
Julio Antonio Torti nació en Buenos Aires el 4 de enero de 1924.

### Trayectoria como militar
Fue jefe III (Operaciones) del Estado Mayor General de la Armada entre diciembre de 1977 y septiembre de 1978. Como tal, era responsable de la Fuerza de Tareas 3, de la que pertenecía el Grupo de Tareas 3.3 y el Grupo de Tareas 3.4.
Fue jefe del Estado Mayor Conjunto de las Fuerzas Armadas entre el 23 de febrero y el 15 de diciembre de 1977. Sucedió al vicealmirante Justo Padilla.
Encabezó el Comando de Operaciones Navales entre septiembre de 1978 y enero de 1980. El 20 de diciembre de 1978, durante el clímax de la crisis del Beagle, el presidente de facto Jorge Rafael Videla designó al vicealmirante Torti comandante del Área Naval Estratégica Austral (siglas: ANEA).
Julio Torti pasó a retiro el 1 de abril de 1980 con el rango de vicealmirante.

### Enjuiciamiento
Hacia 1989, Torti estaba afectado por una causa sobre delitos de lesa humanidad cometidos en la Escuela de Mecánica de la Armada. Sin embargo, el presidente Carlos Menem indultó a un conjunto de militares afectados por causas del mismo tipo, entre ellos Torti.

### Fallecimiento
Julio Antonio Torti falleció el 12 de abril de 2016.